# Elfring Peak
Der Elfring Peak ist ein 2600 m hoher Berg im westantarktischen Ellsworthland. Er ragt zwischen den unteren Abschnitten des Della-Pia-Gletschers und des Aster-Gletschers in der Sentinel Range des Ellsworthgebirges auf, wo beide in den Thomas-Gletscher münden.
Das Advisory Committee on Antarctic Names benannte ihn 2006 nach Christine A. Elfring, Leiterin des Polarforschungsgremiums der National Academy of Sciences von 1996 bis 2006.